# Otto Saly Binswanger

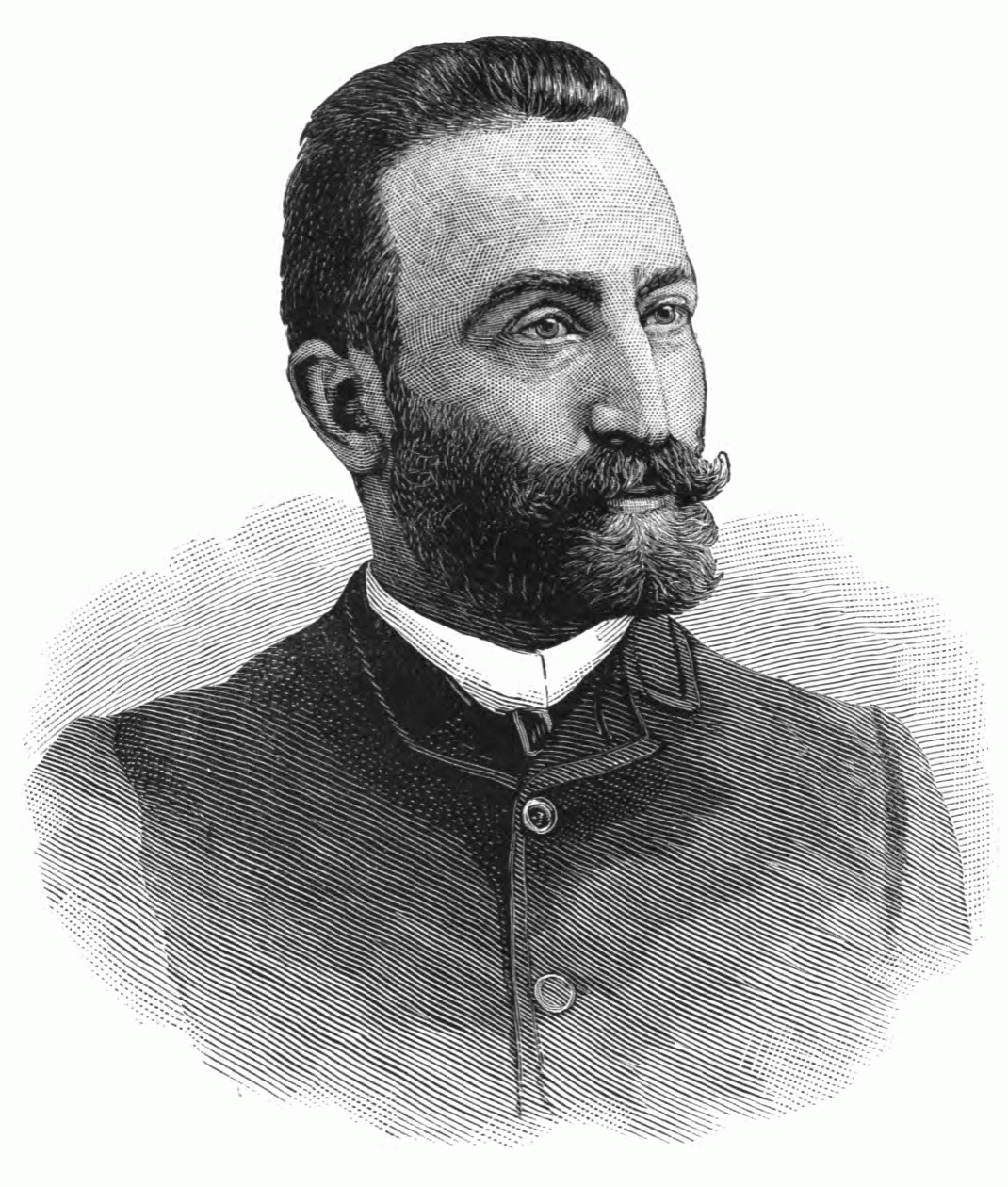
Otto S. Binswanger (aus Julian Hawthornes Story of Oregon, vol. 2, 1892)

Otto Saly Binswanger (* 20. April 1854 in Osterberg, Schwaben (Bayern); † 25. September 1917 in Portland, Oregon) war ein deutschamerikanischer Chemiker und Toxikologe.

## Leben
Besuchte 1872/73 und 1874/76 als Zuhörer (nicht als Studierender) die Chemische Fachschule der Polytechnischen Schule in München, wozwischen die Ableistung seines Militärdienstes (1873/74) fiel. Am 30. Oktober 1876 immatrikulierte er sich an der Universität Erlangen, wo er seine Dissertation im Fach Chemie (zum Dr. phil.) am 12. November 1877 bei Eugen von Gorup-Besánez abschloss. Binswanger begab sich in die Vereinigten Staaten von Amerika, wo er nach dreijährigem Studium an der University of Maryland in Baltimore zusätzlich den medizinischen Doktortitel erwarb und nach dem Mai 1882 in Portland erfolgreich als praktischer Arzt wirkte.
Im Dezember 1883 erhielt er einen Lehrstuhl für Chemie und Toxikologie am Medizinischen Department („School of Medicine“) der Willamette University in Salem, wechselte mit zahlreichen anderen Lehrkräften 1886 in derselben Eigenschaft zum Medizinischen Departement der University of Oregon in Portland, wo er bis zu seinem Tod verblieb.

## Werke
- Ein Beitrag zur Kenntnis des Kresols und einiger Derivate. Inaugural-Dissertation zur Erlangung der Doctorwürde bei der hochlöblichen philosophischen Facultät der Universität Erlangen, eingereicht von Saly Binswanger aus Augsburg. Erlangen 1877